# 卡门·伊莱克特拉
卡门·伊莱克特拉（英語：Carmen Electra，1972年4月20日—），原名塔拉·蕾·帕特里克（英語：Tara Leigh Patrick），美國女演員、模特、歌手和社交名媛。卡门参演過多部惡搞題材电影，如《驚聲尖笑》（2000年）、《約會電影》（2006年）、《史诗电影》（2007年）、《這不是斯巴達》（2008年）和《灾难大电影》（2008年）等。

## 生平
伊萊克特拉生于美国俄亥俄州沙伦维尔。

## 個人生活
1998年11月，她与NBA球星丹尼斯·罗德曼曾有过短暂的婚姻，仅维持了数月即于1999年4月离婚。

## 外部連結
- 官方网站
- 卡门·伊莱克特拉的Facebook專頁
- 卡门·伊莱克特拉的X（前Twitter）
- Carmen Electra在互联网电影资料库（IMDb）上的資料（英文）
- People.com的卡门·伊莱克特拉。